# 楊広香
楊 広香（楊廣香、よう こうきょう、生没年不詳）は、中国の南北朝時代の仇池氐の首長。陰平公。

## 経歴
楊難当の族弟にあたる。早くに北魏に亡命した。477年、北魏軍が楊文度を攻め殺すと、広香は北魏の陰平公・葭蘆鎮主とされた。
478年、南朝宋が将軍を派遣して仇池を攻撃すると、北魏の陰平郡太守であった広香がこれを撃退した。
479年、広香は南朝斉の都督沙州諸軍事・平羌校尉・沙州刺史となった。ほどなく征虜将軍に進んだ。南朝斉の豫章王蕭嶷は広香に楊文弘を討つよう親書を送った。広香は南朝斉の高帝により持節・都督・西秦州刺史に任じられた。
広香は481年以前に病死したものと思われる。
子の楊炅が後を嗣いだ。